# Jean-Louis d'Usson de Bonnac (évêque)
Pour les articles homonymes, voir Bonnac.
Ne doit pas être confondu avec son père, Jean-Louis d'Usson de Bonnac.
 (décembre 2019).
Si vous disposez d'ouvrages ou d'articles de référence ou si vous connaissez des sites web de qualité traitant du thème abordé ici, merci de compléter l'article en donnant les références utiles à sa vérifiabilité et en les liant à la section « Notes et références ».
Jean-Louis d'Usson de Bonnac, né à Soleure le 2 février 1734 et mort à Paris le 12 mars 1821, est un prélat catholique français des XVIIIe et XIXe siècles. Il est le dernier évêque d'Agen sous l'Ancien Régime, et aumônier de la Cour de Louis XVIII.

## Biographie
Il naît à Soleure le 2 février 1734. Son père, Jean-Louis d'Usson de Bonnac (1672-1738), était ambassadeur en Suisse et auprès de l'Empire ottoman ; sa mère, Françoise Madeleine de Gontaut-Biron était la fille aînée du maréchal de Biron et appartenait à la famille de Gontaut-Biron, une des plus anciennes familles nobles de France. Il est l'oncle maternel de Marie Louise Antoinette Charlotte Françoise Constance de Vignacourt (1750-1778), mariée en 1771 avec Hyacinthe Hugues Timoléon de Cossé-Brissac.
En 1754, il devient vicaire général de Bourges ; il est nommé évêque d'Agen le 1er novembre 1767 par le pape Pie VI où il succède à Monseigneur Joseph-Gaspard-Gilbert de Chabannes. Il est sacré évêque d'Agen le 14 février 1768. Il arrive à Agen dans la soirée du 30 octobre puis est intronisé, dans la collégiale Saint-Caprais, le 31 octobre 1768.
L'ancien palais épiscopal s'écroule partiellement cinq ans plus tard. Féru d’art, il décide de construire un nouveau palais épiscopal sur les plans de l’architecte Leroy qui était en train de reconstruire le château d'Aiguillon. La première pierre est posée le 19 juin 1775. Il n'a pu occuper le nouvel évêché qu'en 1785. Ce bâtiment a changé de destination à la Révolution pour devenir le siège des écoles centrales, puis de la quatrième cohorte de la Légion d'honneur et, en 1809, l'hôtel de la préfecture du Lot-et-Garonne. Il a été partiellement détruit par l'incendie de 1904.
Il entame la reconstruction de la cathédrale Saint-Étienne, vaste édifice du XIIIe siècle que la Révolution puis les municipalités successives ruinèrent jusqu'à sa destruction complète en 1835. Il a fait détruire la façade et la nef principale en ne conservant que les piliers du chœur. Pour reconstruire sa nouvelle cathédrale, M. de Bonnac a obtenu une somme de 120 000 livres. La reconstruction est faite en partie en 1782. La cathédrale, pillée pendant la Révolution, a été détruite après.
En 1789, il devient député du clergé agenais aux États généraux avec M. Fournetz, curé de Puymiclan, et M. de Beaumont, curé de Montastruc ; le 4 janvier 1791, il est le premier évêque à refuser de prêter serment à la Constitution civile du clergé le 4 janvier 1791. Il quitte la France pour Soleure, en Suisse, en 1792, tout en conservant des relations avec les principales familles de l’Agenais.
En 1801, il fait partie des sept évêques qui refusent au pape Pie VII leur démission à la suite du Concordat avec la France. Il est alors déchu en fait de son évêché au profit de Jean Jacoupy. En 1814, lié à Louis XVIII, il fait amende honorable, remet sa démission et devient aumônier de la Cour.
Il meurt à Paris le 11 mai 1821.